# 徳島線
徳島線（とくしません）は、徳島県三好市の佃駅から徳島県徳島市の佐古駅に至る四国旅客鉄道（JR四国）の鉄道路線（地方交通線）である。「よしの川ブルーライン」（よしのがわブルーライン）の愛称を持つ。
日本国有鉄道（国鉄）時代は徳島本線（とくしまほんせん）と称し、終点は徳島駅であった。佐古駅 - 徳島駅間は高徳本線にも属する重複区間であったが、民営化時に徳島本線を佐古駅終点として重複区間は解消された。また民営化後の1988年に徳島線に改称され、前述の愛称が設定された。

## 概要
吉野川に沿って徳島県の東西を結んでいる。全線にわたって吉野川の南岸を経由するが、駅によっては北岸の地域からの利用もある。
JR四国では国鉄民営化以降、独自の車両である1000形気動車を徳島・高知エリアを中心に導入した。また、2006年5月25日からは1500形気動車を徳島地域に優先して導入するなど、徳島線はローカル線でありながら新型車両が多く走る線区である。

### 路線データ
- 管轄（事業種別）：四国旅客鉄道（第一種鉄道事業者）
- 路線距離（営業キロ）：67.5km
- 軌間：1067mm
- 駅数：24（起終点駅含む）
  - 徳島線所属駅に限定した場合、起点の佃駅（土讃線所属[2]）が除外され、23駅となる。終点の佐古駅は徳島線所属[2]であるが、国鉄分割民営化時に当時の運輸省に提出された事業基本計画では、佐古駅の所在地は徳島本線（当時）ではなく高徳本線（当時）の方に記載されていた[2]。基本計画の記述に従い佐古駅を高徳線の駅とみなした場合、徳島線所属駅は22駅となる。
- 複線区間：なし（全線単線）
- 電化区間：なし（全線非電化）
- 閉塞方式：
  - 単線自動閉塞式（佃駅 - 辻駅間）
  - 自動閉塞式（特殊）（辻駅 - 佐古駅間）
- 最高速度：110km/h
- 指令所：高松指令所

### 利用状況

#### 平均通過人員
各年度の平均通過人員（人/日）は以下のとおりである。
| 年度                   | 平均通過人員（人/日） | 旅客運輸収入（百万円/年） | 出典   |
| 年度                   | 佐古 - 佃             | 旅客運輸収入（百万円/年） | 出典   |
| ---------------------- | --------------------- | ------------------------- | ------ |
| 1989年度（平成元年度） | 5,096                 |                           | [ 3 ]  |
| 2012年度（平成23年度） | 2,950                 |                           | [ 3 ]  |
| 2013年度（平成25年度） | 2,967                 |                           | [ 3 ]  |
| 2014年度（平成25年度） | 2,840                 | 857                       | [ 3 ]  |
| 2015年度（平成26年度） | 2,921                 |                           | [ 4 ]  |
| 2016年度（平成28年度） | 2,945                 | 900                       | [ 4 ]  |
| 2017年度（平成29年度） | 2,962                 | 905                       | [ 5 ]  |
| 2018年度（平成30年度） | 2,886                 |                           | [ 6 ]  |
| 2019年度（令和元年度） | 2,824                 | 871                       | [ 6 ]  |
| 2020年度（令和02年度） | 2,167                 | 561                       | [ 7 ]  |
| 2021年度（令和03年度） | 2,156                 | 591                       | [ 8 ]  |
| 2022年度（令和04年度） | 2,270                 | 663                       | [ 9 ]  |
| 2023年度（令和05年度） | 2,284                 | 754                       | [ 10 ] |

#### 収支・営業係数
各年度の収支（営業収益、営業費、営業損益）、営業係数は以下のとおりである。営業係数は共通費を含んだ金額であり、2022年度（令和4年度）は営業費と営業損益についても、共通費を含んだ金額が開示されている。▲はマイナスを意味する。
| 年度                   | 収支（百万円） | 収支（百万円） | 収支（百万円） | 営業 係数 （円） | 出典   |
| 年度                   | 営業 収益      | 営業費         | 営業 損益      | 営業 係数 （円） | 出典   |
| ---------------------- | -------------- | -------------- | -------------- | ---------------- | ------ |
| 2019年度（令和元年度） | 961            | 2,185          | ▲1,224         | 227              | [ 11 ] |
| 2020年度（令和02年度） | 636            | 2,150          | ▲1,514         | 338              | [ 12 ] |
| 2021年度（令和03年度） | 663            | 2,123          | ▲1,461         | 320              | [ 13 ] |
| 2022年度（令和04年度） | 727            | 2,170          | ▲1,443         | 298              | [ 14 ] |

## 運行形態
歴史的に徳島駅と阿波池田駅が徳島線列車の実質的な起終点駅となっており、書類上の起終点駅となっている佐古駅および佃駅を始発・終着とする列車は運転されていない。列車運行上は終点の佐古駅（徳島方面）から起点の佃駅（阿波池田方面）へ向かう列車が下り、逆方向が上りとされている。

### 優等列車
優等列車としては徳島駅 - 阿波池田駅間に徳島線特急「剣山」が運転されている。2014年3月14日までは「剣山」の一部列車と牟岐線の特急「むろと」が徳島駅を介して徳島線・牟岐線間で直通運転していたが、翌15日の改正で徳島駅を越えて運転する特急列車は廃止された。この徳島線・牟岐線直通特急は、運転終了時のダイヤでは、上下列車それぞれ直通先線区の愛称（徳島線から牟岐線へ直通する列車は牟岐線特急名の「むろと」、牟岐線から徳島線に直通する列車は徳島線特急名の「剣山」）で全区間運転され、列車番号のみ徳島駅で徳島線・牟岐線の上下方向に合わせた番号に変更されていた。
「剣山」の運転本数は徳島駅 - 阿波池田駅間を運転する列車が毎日3.5往復（下り4本・上り3本）運転されている。また、かつては通学時間帯に徳島発穴吹止まりの区間運転列車が存在していた。
なお、高度経済成長期には自動車便や本四連絡ルートの主体となりつつあった岡山・高松ルートに対抗して、小松島駅（小松島港仮乗降場）・徳島駅 - 高知駅間に準急（後に急行）「阿佐」や「よしの川」が運行され、阪神・和歌山 - 小松島・徳島航路とともに本四連絡ルートを形成していたが、1972年の山陽新幹線岡山暫定開業後は京阪神 - 高知県の旅客流動が山陽新幹線・岡山経由にシフトしたこともあり、徳島線と土讃線をまたぐ流動が減少したため、1980年に徳島線優等列車の高知直通は廃止された。1985年の小松島線廃止後しばらくして「よしの川」は全列車徳島 - 阿波池田間運行となり、また一部列車の快速への格下げが行なわれ、1999年に廃止されるまでJR四国最後の定期急行列車として推移していた。1996年に特急「剣山」が新設され、一部高知直通が復活したが、2000年に徳島線 - 土讃線間の直通運転は再び解消され、以後は阿波池田駅で土讃線の特急「南風」と徳島線の特急「剣山」が接続するダイヤ編成を採っている。1998年から1999年までには、徳島 - 阿波池田間に臨時特急「あい」も毎日運転されていた。
かつては前述の通り、急行の格下げによる快速列車が設定されていた時期があり、列車により停車駅は変わっていたが、おおむね戦後に開業（再開）した小駅を通過する程度であり、特急「剣山」新設で廃止された。

### 地域輸送
普通列車は徳島駅 - 阿波池田駅間の全線直通列車のほか、徳島駅 - 阿波川島駅・穴吹駅間の区間運転列車や、下り始発列車として穴吹発6時台に阿波池田行きの区間運転列車が1本設定されている。牟岐線との直通列車も多く設定されており、最長で穴吹駅 - 阿波海南駅間の普通列車も存在する。2019年3月改正で牟岐線直通列車の運行区間が穴吹駅までから阿波池田駅までに延長された。概ね、徳島駅 - 阿波川島駅は毎時2本、阿波川島駅 - 穴吹駅間は毎時1本運転されているが、穴吹駅 - 阿波池田駅間は1日10.5往復と4時間以上開く時間帯がある。全線においてワンマン運転が実施されている。
列車編成は、いずれも普通車のみで、またホーム長の関係で最長4両編成となっている。

### トロッコ列車

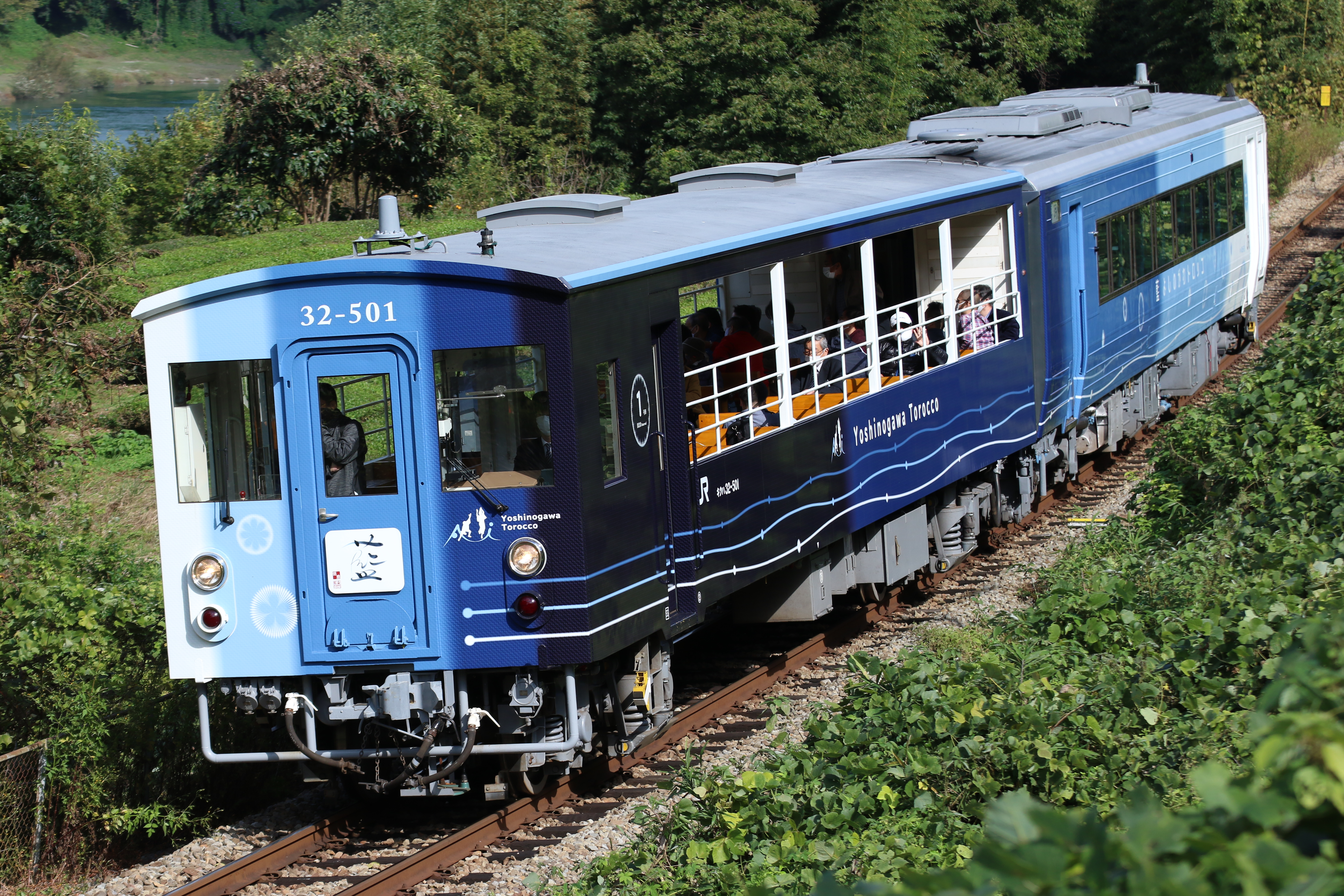
藍よしのがわトロッコ

2020年10月10日より徳島駅 - 阿波池田駅間でトロッコ列車「藍よしのがわトロッコ」を運転している。運転期間は主に春・秋の行楽シーズンの土日祝日に1日1往復で、徳島発下り列車名は「さとめぐみの風」、阿波池田発上り列車名は「かちどきの風」である。車両はキハ185系（キハ185-20）とキクハ32形（キクハ32-501）が使用され、車体には「Ai」の文字を阿波踊りに見立てたシンボルマークと、木綿地のテクスチャーで深い藍色「かちいろ」へと染まっていくグラデーションと3色の流曲線が特徴のラッピングが施されている。ヘッドマークの「藍」の文字は阿南市の書家・天羽汕景の作である。
トロッコ車両に乗車可能な区間は、上下とも石井駅 - 阿波池田駅間となっている。全車指定席で、1号車がトロッコ車両、2号車が座席車両となっており、座席番号は共通。下り「さとめぐみの風」では1号車が先頭となり、上り「かちどきの風」では2号車が先頭になる。
途中の停車駅は、石井駅、穴吹駅、阿波加茂駅（このほか幾つかの駅で運転停車あり）。走行中、景勝地・美濃田の淵など景観が良い区間を通過する際には徐行する。
上下便とも乗客限定の特製弁当が販売されている。下り「さとめぐみの風」で運航当初より販売されている「阿波尾鶏トロッコ駅弁」は、かつて販売されていた駅弁「阿波尾鶏とりめし」を当列車オリジナルにアレンジをしたものである。徳島県内では徳島駅で2016年8月に販売終了したのを最後に駅弁の取り扱いがなくなっており、「阿波尾鶏トロッコ駅弁」は徳島県内ではそれ以来の駅弁の復活となる。
上り「かちどきの風」では土讃線の観光列車・四国まんなか千年ものがたりでも料理を担当している和食店が調理した弁当が2021年春の運転より販売されている（2021年は「藍よしのがわうなぎ弁当」、2022年からは「あわ愛ぎゅうぎゅう ローストビーフ弁当」が販売されている。）。
なお、弁当は事前予約制であり、トロッコ列車の指定席券を購入の上、乗車日より土日祝を除く4日前までに製造業者へ直接電話して予約する必要がある（下り便の弁当は貞光駅、上り便は阿波池田駅で積み込み。代金は弁当と引き換え時に支払い）。このほか、車内販売で徳島県産の素材を使った土産品、お菓子、お茶などを販売する。
2020年は当初10月・11月のみの運行予定であったが、10月は乗車率が100%近くあり、また11月も予約率が100%近くと好評なため、12月も追加で運行した。

## 使用車両
以下に示す車両はすべて気動車である。

### 現在の使用車両
- キハ185系 - 特急「剣山」
- 1000形・1200形
- 1500形

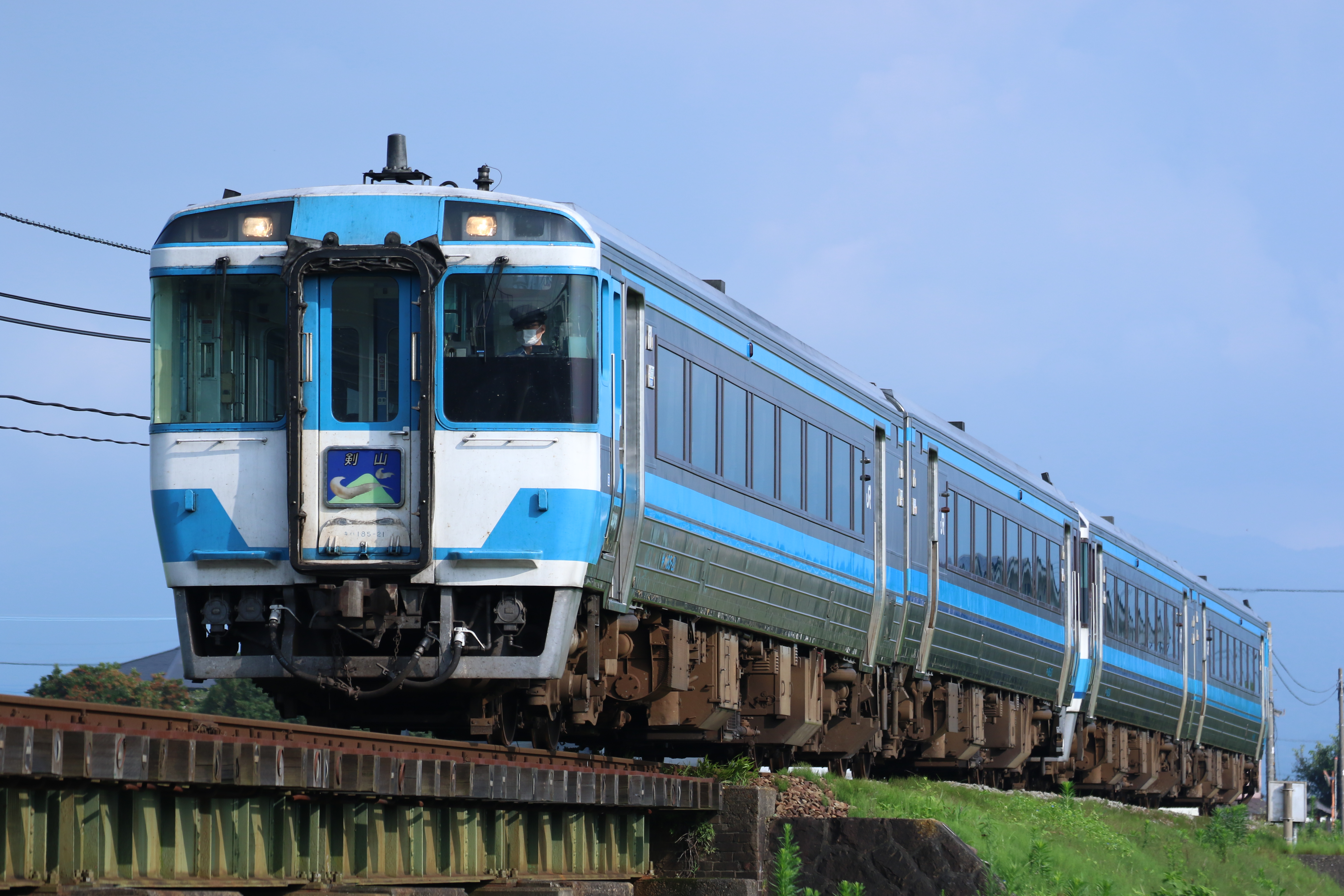
特急「剣山」で使用されるキハ185系
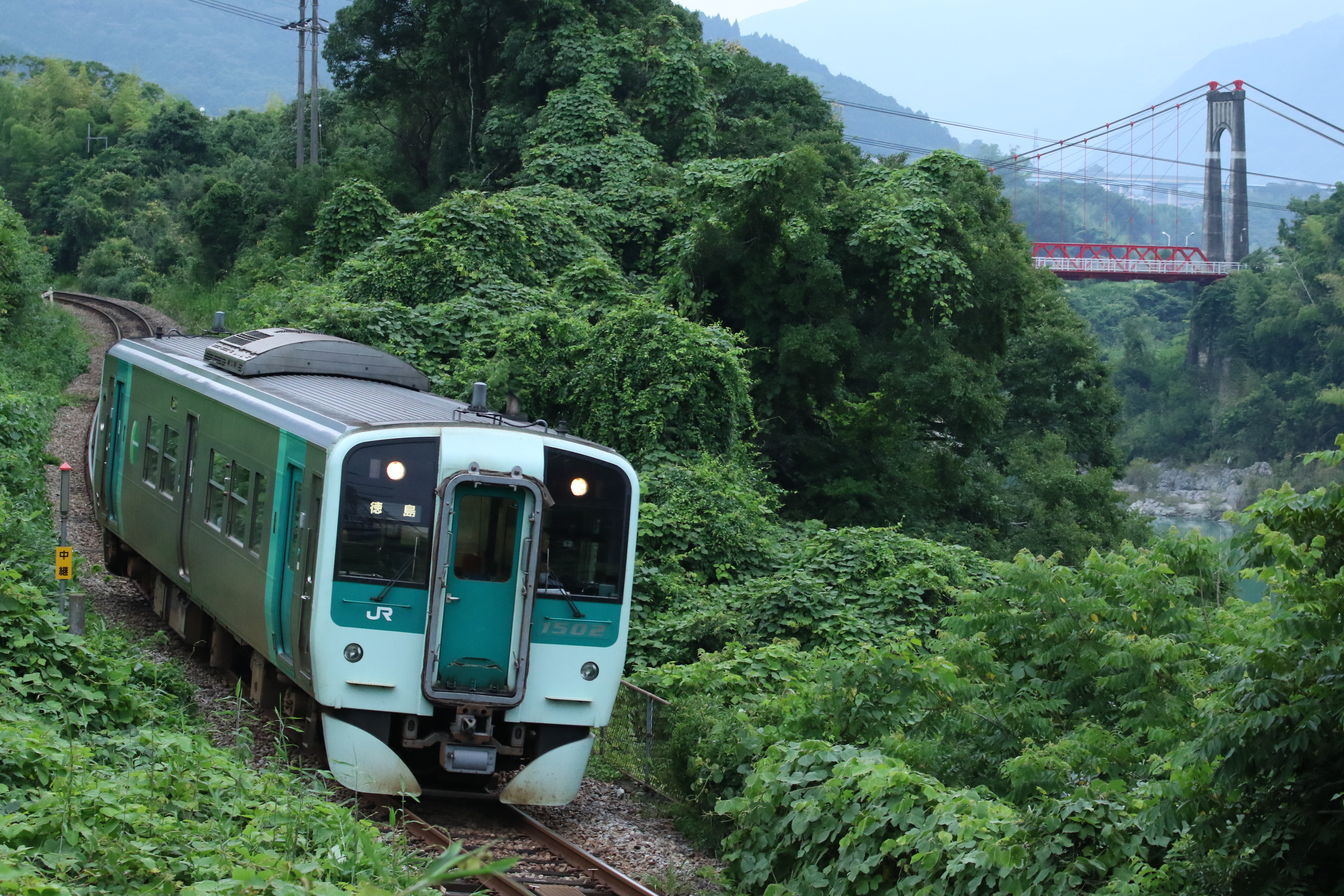
1500形（辻駅 - 阿波加茂駅間）

### 過去の使用車両
- キハ58系
- キハ40形・キハ47形

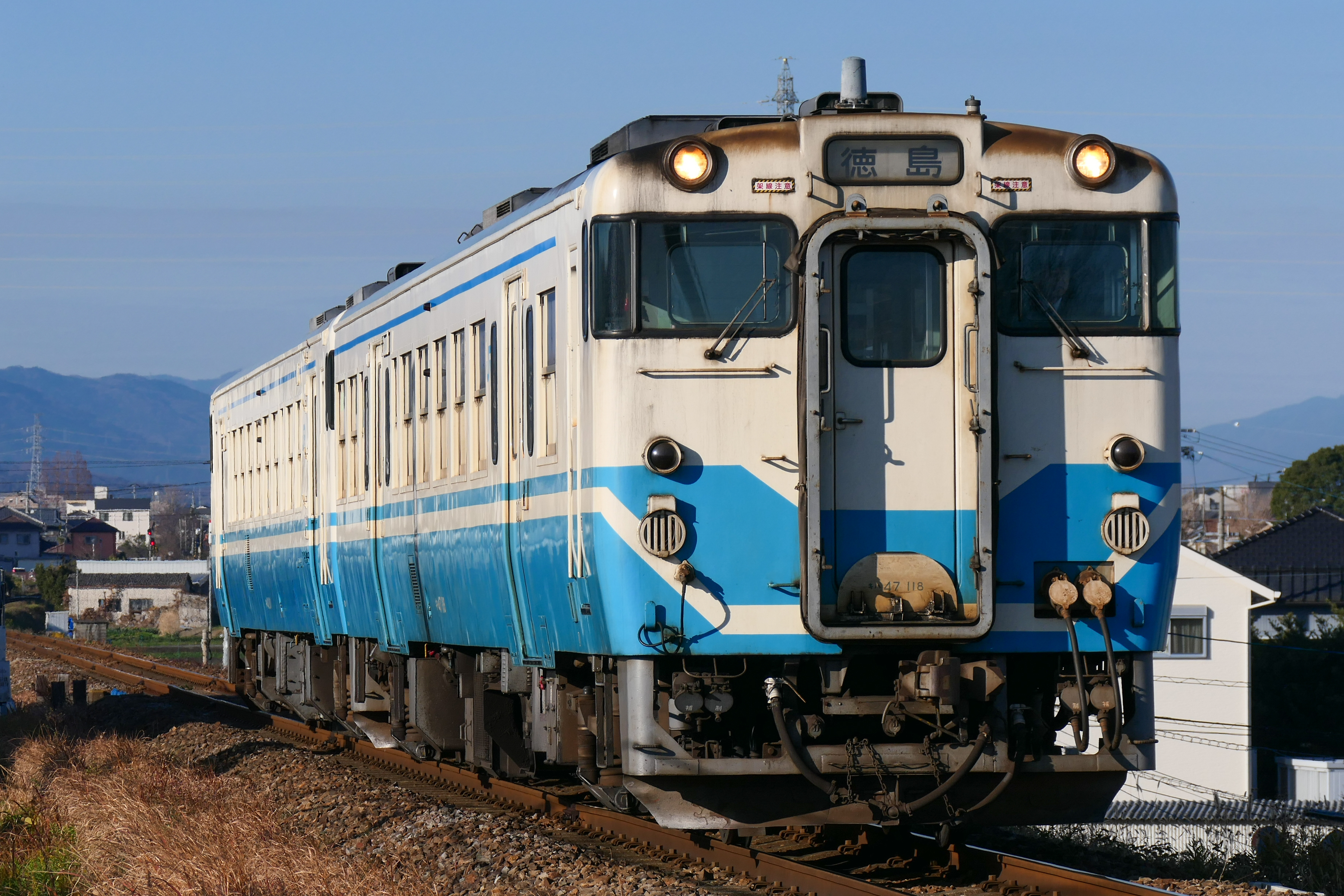
キハ40形・キハ47形（府中駅 - 鮎喰駅間）

## 歴史

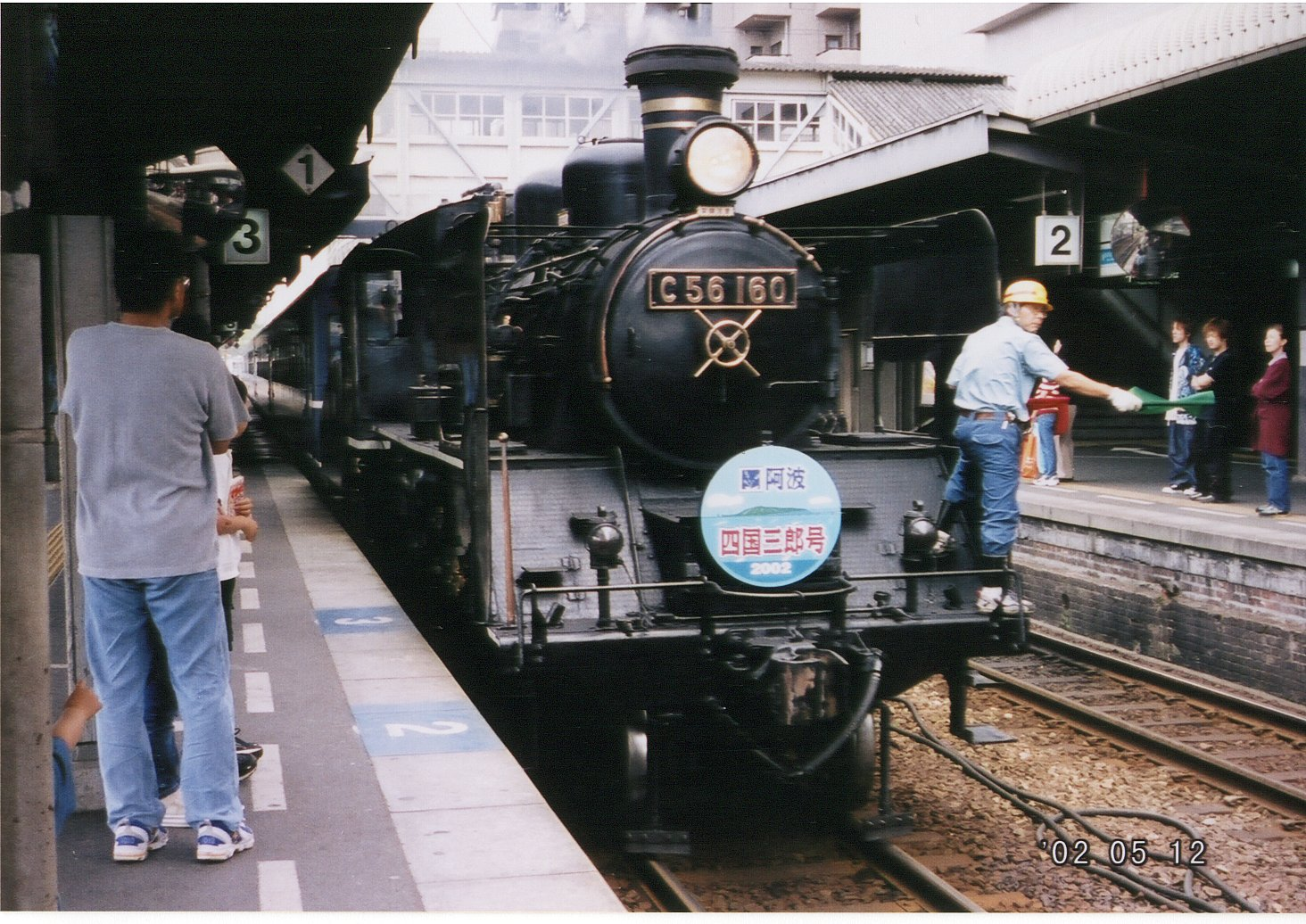
2002年にイベント列車として走ったC56形による「SL四国三郎号」。無煙化後に徳島県でSLが走ったのはこの列車のみ。

徳島 - 川田間は徳島鉄道により建設され開業した。明治期には、当線開業の後に小松島港と小松島軽便鉄道（後の小松島線および牟岐線の徳島 - 中田間）が相次いで整備され、当線と小松島軽便鉄道、そして小松島 - 大阪航路（大阪商船と阿波国共同汽船など）を経由しての貨客輸送が行われた。
その後鉄道国有法の制定により、1907年9月1日に徳島鉄道は国有化され、1909年に徳島線と命名された。1913年には徳島本線と改称され阿波池田駅まで開通した後、1931年に三縄駅まで延伸され、徳島県内の吉野川沿線各地と徳島市・小松島港間が鉄路で結ばれた。1935年に高知線と繋がり、阿波池田以西は土讃線となる。後に1962年に徳島線にも佃駅が設置された時点で、佃 - 阿波池田間も土讃線に所属が変更される。
昭和期に入って土讃線が全通し高知方面とも結ばれ、太平洋戦争後の高度経済成長期に小松島と高知を結ぶ準急「阿佐」が新設されるなど、土讃線・徳島線・牟岐線・小松島線を経由して小松島港発着の船と接続し、関西と高知間を結ぶ役割も持っていた。
一方、徳島 - 佐古間は元々、現・徳島線の一部として建設・開業されたものだが、その後高徳線が開通すると共用区間・重複区間となり、国鉄分割民営化の際に高徳線に編入され、徳島線は佐古駅以西区間とされた。

### 年表
- 1899年（明治32年）
  - 2月16日：徳島鉄道 徳島 - 鴨島間が開業[23]。徳島駅、府中駅、石井駅、牛島駅、鴨島駅が開業。
  - 8月19日：鴨島 - 川島（現・阿波川島）間が延伸開業[23]。川島駅が開業。
  - 9月12日：蔵本駅が開業。
  - 10月5日：西麻植駅が開業。
  - 12月23日：川島 - 山崎（現・山瀬）間が延伸開業[23]。学駅、山崎駅が開業。
- 1900年（明治33年）8月7日：山崎 - 船戸間が延伸開業[23]。湯立駅（現・阿波山川駅）、船戸駅が開業。
- 1907年（明治40年）
  - 8月28日：川田駅（初代・かわだ）が開業。
  - 9月1日：徳島 - 船戸間を買収、国有化[23]。
- 1909年（明治42年）10月12日：線路名称制定。徳島 - 船戸間を徳島線とする[24]。
- 1913年（大正2年）4月20日：線名を徳島本線に改称[25]。
- 1914年（大正3年）3月25日：川田 - 阿波池田間が延伸開業し[26]（現在の徳島線の区間が）全線開通[27]。川田駅（2代目・かわた）、穴吹駅、小島駅、貞光駅、阿波半田駅、江口駅、阿波加茂駅、辻駅、阿波池田駅が開業[26]。川田 - 船戸間が廃止。川田駅（初代）、船戸駅が廃止[28]。川島駅を神後駅に、山崎駅を山瀬駅に改称[28]。
- 1915年（大正4年）7月1日：神後駅を阿波川島駅に改称[29]。
- 1929年（昭和4年）4月28日：讃予線（現・土讃線）との分岐点に佃信号場（現・佃駅）を開設。
- 1931年（昭和6年）9月19日：現・土讃線区間の阿波池田 - 三縄間が開業（延伸）。三縄駅が開業[30]。
- 1934年（昭和9年）9月20日：鮎喰駅、白鳥前駅、下浦駅、麻植塚駅が開業。
- 1935年（昭和10年）
  - 3月20日：佐古駅が開業。
  - 11月28日：阿波池田 - 三縄間を土讃線に編入、終点を阿波池田駅に変更[31]。
- 1937年（昭和12年）12月1日：鴨島駅の読みを「かもしま」から「かもじま」に改称。
- 1941年（昭和16年）8月10日：鮎喰駅、白鳥前駅、下浦駅、麻植塚駅が休止。
- 1950年（昭和25年）1月10日：佃信号場が廃止。土讃線の佃信号場は駅に変更され佃駅として開業。
- 1956年（昭和31年）9月10日：一部の列車を除き、気動車化[32]。
- 1957年（昭和32年）
  - 4月1日：湯立駅を阿波山川駅に改称。
  - 11月1日：下浦駅、麻植塚駅の営業が再開。
- 1961年（昭和36年）12月15日：三加茂駅が開業。
- 1962年（昭和37年）7月18日：土讃線佃駅に徳島本線列車の停車を開始、終点を佃駅に変更。
- 1969年（昭和44年）12月19日：下浦駅に隣接する踏切で急行「よしの川4号」とダンプカーが衝突。先頭車両は脱線して民家へ飛び込んだ。1人死亡、23人が重軽傷[33]。
- 1982年（昭和57年）12月15日：佐古 - 佃間にCTC導入[34]。
- 1986年（昭和61年）11月1日：貨物営業廃止。鮎喰臨時乗降場が開業[35]。
- 1987年（昭和62年）4月1日：国鉄分割民営化により、四国旅客鉄道が継承。徳島 - 佐古間は高徳本線区間となり、徳島本線は佐古 - 佃間となる。鮎喰臨時乗降場を鮎喰駅に改称。
- 1988年（昭和63年）
  - 6月1日：線名を徳島線に改称。
  - 6月10日：ワンマン運転開始[36]。
- 1993年（平成5年）7月27日：佐古駅付近高架化[37]。
- 1996年（平成8年）3月16日：高速化（最高運転速度110km/h）事業が完成。徳島 - 鴨島間のみ一線スルー化。特急「剣山」運行開始[38]。
- 2000年（平成12年）7月1日：愛称「よしの川ブルーライン」を使用開始[39]。
- 2020年（令和2年）
  - 10月1日：新型コロナウイルス感染症（COVID-19）流行の影響による乗客減のため、この日から当面の間、下り最終列車の徳島23時39分発の阿波川島行き普通列車が運休[40][41]。
  - 10月10日：観光列車「藍よしのがわトロッコ」運行開始[16][17][42]。
- 2021年（令和3年）3月13日：ダイヤ改正により、徳島駅 - 穴吹駅間でパターンダイヤ導入および徳島駅 - 阿波川島駅間で普通列車を8本増発[43]。また、運休となっていた徳島23時39分発の阿波川島駅行き普通列車が廃止され、最終列車の時間が繰り上がったことで、当線における日付を越えて運行する列車がすべて消滅[43]。

## 駅一覧
便宜上、末端部で全列車が直通する阿波池田駅・徳島駅も合わせて記載する。
- 駅番号は高徳線のものについても併記した。
- 営業キロは佃駅起点。
- 普通列車は全駅に停車。特急列車の停車駅は「剣山 (列車)」を参照。
- 線路（全線単線） … ◇・∧・∨：列車交換可（∧・∨：佐古駅 - 徳島駅間は単線並列）、｜：列車交換不可
- 全駅徳島県内に所在。

| 路線名 | 駅番号     | 駅名       | 営業キロ | 営業キロ                                       | 接続路線                                    | 線路              | 所在地 |
| 路線名 | 駅番号     | 駅名       | 駅間     | 累計                                           | 接続路線                                    | 線路              | 所在地 |
| ------ | ---------- | ---------- | -------- | ---------------------------------------------- | ------------------------------------------- | ----------------- | ------ |
| 土讃線 | B25        | 阿波池田駅 | -        | 5.1                                            | 四国旅客鉄道：●D 土讃線 (D22)（高知方面）   | ◇                 | 三好市 |
| 土讃線 | B24        | 佃駅       | 5.1      | 0.0                                            | 四国旅客鉄道：●D 土讃線 (D21)（多度津方面） | ◇                 | 三好市 |
| 徳島線 | B24        | 佃駅       | 5.1      | 0.0                                            | 四国旅客鉄道：●D 土讃線 (D21)（多度津方面） | ◇                 | 三好市 |
| B23    | 辻駅       | 1.5        | 1.5      |                                                | ◇                                           |                   | 三好市 |
| B22    | 阿波加茂駅 | 5.1        | 6.6      |                                                | ◇                                           | 三好郡 東みよし町 |        |
| B21    | 三加茂駅   | 2.1        | 8.7      |                                                | ｜                                          | 三好郡 東みよし町 |        |
| B20    | 江口駅     | 2.5        | 11.2     |                                                | ◇                                           | 三好郡 東みよし町 |        |
| B19    | 阿波半田駅 | 6.0        | 17.2     |                                                | ｜                                          | 美馬郡 つるぎ町   |        |
| B18    | 貞光駅     | 2.2        | 19.4     |                                                | ◇                                           | 美馬郡 つるぎ町   |        |
| B17    | 小島駅     | 5.2        | 24.6     |                                                | ◇                                           | 美馬市            |        |
| B16    | 穴吹駅     | 5.7        | 30.3     |                                                | ◇                                           | 美馬市            |        |
| B15    | 川田駅     | 4.5        | 34.8     |                                                | ◇                                           | 吉野川市          |        |
| B14    | 阿波山川駅 | 2.9        | 37.7     |                                                | ｜                                          | 吉野川市          |        |
| B13    | 山瀬駅     | 2.2        | 39.9     |                                                | ◇                                           | 吉野川市          |        |
| B12    | 学駅       | 2.8        | 42.7     |                                                | ◇                                           | 吉野川市          |        |
| B11    | 阿波川島駅 | 3.5        | 46.2     |                                                | ◇                                           | 吉野川市          |        |
| B10    | 西麻植駅   | 1.9        | 48.1     |                                                | ｜                                          | 吉野川市          |        |
| B09    | 鴨島駅     | 1.9        | 50.0     |                                                | ◇                                           | 吉野川市          |        |
| B08    | 麻植塚駅   | 1.8        | 51.8     |                                                | ｜                                          | 吉野川市          |        |
| B07    | 牛島駅     | 2.0        | 53.8     |                                                | ◇                                           | 吉野川市          |        |
| B06    | 下浦駅     | 2.5        | 56.3     |                                                | ｜                                          | 名西郡 石井町     |        |
| B05    | 石井駅     | 2.3        | 58.6     |                                                | ◇                                           | 名西郡 石井町     |        |
| B04    | 府中駅     | 3.7        | 62.3     |                                                | ◇                                           | 徳島市            |        |
| B03    | 鮎喰駅     | 2.2        | 64.5     |                                                | ｜                                          | 徳島市            |        |
| B02    | 蔵本駅     | 1.1        | 65.6     |                                                | ◇                                           | 徳島市            |        |
| B01    | 佐古駅     | 1.9        | 67.5     | 四国旅客鉄道：●T 高徳線（板野方面）・●N 鳴門線 | ∧                                           | 徳島市            |        |
| 高徳線 | 佐古駅     | 1.9        | 67.5     | 四国旅客鉄道：●T 高徳線（板野方面）・●N 鳴門線 | ∧                                           | 徳島市            | T01    |
| 高徳線 | T00        | 徳島駅     | 1.4      | 68.9                                           | 四国旅客鉄道：●M 牟岐線（M00）              | 徳島市            | ∨      |

1. ↑  鳴門線の起終点は高徳線池谷駅だが、同線の列車の多くが佐古駅を介して徳島駅まで乗り入れている。
2. ↑  徳島線列車同士の交換はできない。

### 廃止区間
川田駅 - 船戸駅
1914年3月25日廃止。川田駅は初代で、川田 - 船戸間廃止時に新線上に移転し現在の川田駅（2代目）となっている。

### 廃駅
廃止区間のものを除く。
- 白鳥前駅：府中 - 石井間、1941年8月10日休止。